# Абд аль-Мумін
Абд аль-Мумін ібн Алі аль-Гумі (*1094 -1163) — 1-й халіф держави Альмохадів у 1147-1163 роках.

## Життєпис

### Молоді роки
Походив до клану Гумія, що належав до берберського племені зената. Син впливового бербера Алі ібн Махлуф аль-Гумі. Народився у селищі Недрома, в області Тлемсен. Замолоду (1104 року) почав навчатися в Тлемсені фікг у шейха Абдул Салаха. Потім планував вирушити на Схід на навчання. Але почув про перебування в Беджайї вченого факіха, тому вирушив туди. Після цього приєднався до проповідника Мухаммеда ібн Тумарта (майбутнього засновника руху Альмохадів).

### Війни з Альморавідами
Разом зі своїм вчителем ібн Тумартом з 1117 року став подорожувати Марокко. Аль-мумін підтримав ідеї ібн Тумарта щодо відновлення чистоти ісламу серед племен Північної Африки. У 1120 році був разом з вчителем до Фесу, звідки вони рушили до Марракешу. Потім перебрався до рідного міста ібн Тумарта — Тінмела. У 1121 році разом з іншими послідовниками аль-Мумін брав участь в урочистостях, де ібн Тумарта було оголошено Махді. З цього моменту став одним з активних супротивників Альморавідів.
Абд аль-мумін відзначився у боях проти Альморавідів протягом 1121-1130 років. після нищівної поразки у битві при Бухайра, разом з ібн Тумартом відступив до Атлаських гір. Невдовзі ібн Тумарт помер, й аль-Муміна у вузькому колі було оголошено новим лідером Альмохадів. Втім він тримав смерть ібн Тумарта до 1233 року в таємниці, оголошуючи від його імені рішення та накази. За цей час він оженився на доньці шейха Абу Хафса, голови берберського племені масмуда, звідки походив Мухаммед ібн Тумарт.
Абд аль-Мумін продовжив війну, спираючись на невдоволення населення високими податками й зборами, якими Альморавіди обклали місцеве населення. При цьому створив потужне військо, яке поступово змогло кинути виклик влади Альморавідів. Водночас розпочав проповіді проти християн та жидів, оголошуючи тих ворогами мусульман.
Спочатку аль-Мумін змінився у Середньому Атласі. У 1133 році вдалося захопити область Драа і м. Сус. До 1140 року Альмохадами було зайнято хребти Атлас та Тафілальт. З цього моменту відправляв війська у походи до західного й південного Марокко. 1142 року зайняв область Ер-Ріф, міста Оран, Мелілью, Бадіс, Накур та Таса. У 1144 році аль-Мумін перетягнув на свій бік мосарабів, що мешкали у північному Марокко. У 1145 році аль-Мумін у битві при Тлемсен завдав поразки Ташфіну ібн Алі, володарю Альморавідів. Незабаром було завдано поразки військам останнім убитвах при Орані.
Скориставшись загибеллю Ташфін ібн Алі, аль-Мумін перейшов у наступ на півночі Марокок, зумів протягом 1146 року зайняти Фес, Мекнес і Сале. Водночас військовик аль-Маймун захопив Кадіс. Слідом за цим підійшов до Марракешу. Останній Альмохади тримали в облозі протягом 10 місяців. Після вступу 1147 року до столиці Альморавідів бої тривали протягом 3 днів, під час яких було вбито 30 тис. Альморавідів. Аль-Мумін власноруч вбив Ісхака ібн Алі, останнього з династії Альморавідів.

### Халіф

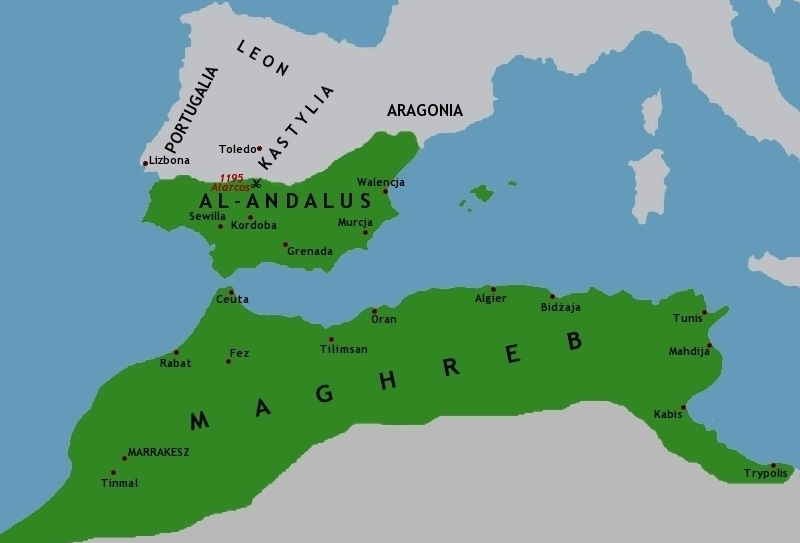
Держава за Абд аль-Муміна

Аль-Муміна було оголошено халіфом держави Альмохадів. Він мав намір встановити свою столицю в Марракеші. Оскільки це місто вважалося місцем єретиків, то аль-Мумін наказав знищити усі палаци та мечеті Альморавідів, після чого ставши споруджувати власні. При цьому відновив численні фортеці у країні. Для налагодження оподаткування запровадив земельний кадастр. Також намагався створити ефективний центральний уряд у поєднані з клановою організацією берберів, яких намагався тримати під контролем. В столиці створив школу, яка здійснювала навчання ідеям Мухаммеда ібн Тумарта.
Із самого початку розпочав активну загарбницьку політику. Спочатку відправив війська для підкорення Алжиру, у 1151 році вдалося захопити місто Бад ель-Хава, завдавши у битві при Сетіфі поразки бедуїнам. Після цього халіф зумів перетягнути на свій бік місцеві кочові племена. Водночас придушив повстання берберського племені масмуда. За цим впровадив принцип спадковості за своїм родом: 1154 року оголосив сина Мухаммеда ібн Абд аль-Муміна своїм спадкоємцем. У 1156 році в основні міста та області держави призначив намісниками своїх родичів.
Наступним кроком став наступ на Туніс. Протягом 1159 років війська аль-Муміна захопили Туніс. 1160 року відібрав у сицилійців місто Махдія, після чого захопив міста Сусу, Кайруан, Триполі, Сфакс, Гафса, Габес. В результаті було підкорено усю Триполітанію та узбережжя затоки Сирт до Киренаїки.
Водночас халіф відправляв війська для підкорення Піренеїв. У 1147 році було захоплено міста Мертола, Ньєбла, Херес-де-ла-Фронтера, Сілвеш, Бежу. Але того ж року не змін запобігти захопленню португальцями Лісабону. Для підтримки походів до Піренеїв звів фортецю Шелла як базу флоту задля походу до аль-Андалуса. У 1154 році вдалося захопити Гранаду, 1157 року — Альмерію.
У 1161 році висадився на півострові, отаборившись у Гібралтарі, де звів потужну фортецю. Після цього відправив війська на підкорення Хаєну, але вони лише пограбували область не взявши самого міста. Разом з тим вдалося зайняти Кордову й Севілью. У 1162 році аль-Мумін повернувся до Марокко. В цей час в Андалузії почалося повстання на чолі з Мухаммедом ібн Марданом. У 1163 році Абд аль-Мумін особисто планував прибути на Піренейський півострів, але помер в травні у м. Сале. Владу успадкував син Мухаммед, але невдовзі повалений Абу Якуб Юсуфом.

## Будівництво
Після рішучих перемог над Альморавідами аль-мумін розпочав свою діяльність зі зведення мечетей. Вони відрізнялися простотою, без різьблення та прикрас. Найвідомішими є велика мечеть в Таза 1145 року, мечеть Кутубія в Марракеші 1147-1157 років, мечеть в Тінмалі 1153-1154 років.